# Charles Vane (3e marquis de Londonderry)
Pour les articles homonymes, voir Charles Stewart (homonymie), Charles Vane et Vane (homonymie).
Charles William Vane (né à Dublin le 18 mai 1778 et mort à Londres le 6 mars 1854), 3e marquis de Londonderry, est un militaire, diplomate et homme politique britannique. Par sa fille Lady Frances, Lord Londonderry est l'arrière-grand-père de Winston Churchill.
Il porte successivement le titre d'Honorable Charles Stewart, de 1789 à 1813, d'Honorable Sir Charles Stewart de 1813 à 1814 et enfin de Lord Stewart de 1814 à 1822.

## Ascendance
Charles Stewart (de son nom de naissance) nait à Dublin le 18 mai 1778. Il est le fils unique de Robert Stewart (1er marquis de Londonderry), et sa seconde épouse, Lady Frances, fille de Charles Pratt, 1er comte de Camden. Robert Stewart, vicomte Castlereagh et secrétaire d'État aux Affaires étrangères, est son demi-frère.

## Carrière politique
Charles fait ses études à Eton et à l'âge de 16 ans rejoint l'armée britannique en tant que lieutenant. Il sert en Flandre en 1794, et il est lieutenant-colonel au 5e régiment royal de Dragons d'Irlande au moment où il contribue à mater la rébellion irlandaise de 1798. Deux ans plus tard, il est élu à la Chambre des communes irlandaise en tant que représentant conservateur de Thomastown (Comté de Kilkenny), et change de siège après 2 mois pour celui du Comté de Londonderry. Il siège pour cette circonscription jusqu'à l'Acte d'Union de 1801, et représente ensuite Londonderry à la chambre des communes britannique jusqu'en 1814.

## «Fighting Charlie»
En 1803, Stewart est nommé aide de camp du roi George III, et quatre ans plus tard devient sous-secrétaire d'État à la Guerre et des Colonies. Au cours de la bataille de La Corogne de 1809, il commande une brigade de cavalerie, et joue un rôle de premier plan dans le choc de cavalerie de Benavente. En avril 1809, il est fait adjudant général de Sir Arthur Wellesley (le futur duc de Wellington) dans les forces britanniques combattant dans la Guerre d'indépendance espagnole, poste dans lequel il se distingue, en particulier lors des batailles de Busaco et de Talavera. Il reçoit les remerciements du Parlement en 1810, et le 20 novembre 1813 est fait colonel du 25e régiment de dragons légers, puis devient chevalier de l'Ordre du Bain cette même année. Jusqu'à la fin de la guerre, il est envoyé extraordinaire et ministre plénipotentiaire à Berlin, et également commissaire militaire avec les armées alliées ; il est blessé à bataille de Kulm en 1813.
Récipiendaire de nombreuses distinctions étrangères, Stewart est également, en 1814, anobli en tant que baron Stewart, de Stewart et Ballylawn dans le comté de Donegal. Cette même année, il reçoit le diplôme de Docteur honoris causa des universités d'Oxford et de Cambridge, et il est admis au Conseil privé, et a été nommé Gentilhomme de la Chambre (Gentleman of the Bedchamber) du roi. Il est également ambassadeur à Vienne, poste qu'il occupe pendant neuf ans, et il participe au Congrès de Vienne avec son demi-frère Lord Castlereagh en tant qu'un des plénipotentiaires britanniques. Au cours du congrès, selon l'historien Adam Zamoyski dans son livre Rites de la paix : la chute de Napoléon et le Congrès de Vienne, il fait spectacle de lui-même avec son comportement grossier, étant apparemment assez souvent en état d'ébriété, fréquentant ostensiblement des prostituées, allant jusqu'à toucher les jeunes femmes en public et même jusqu'à se trouver impliqué dans une bagarre de rue avec un chauffeur (il doit être secouru par la gendarmerie autrichienne).
Il est nommé dans l'Ordre royal des Guelfes en 1816 et il est nommé colonel du 10e Régiment Royal de hussards (dit « Prince of Wales's Own ») le 3 février 1820.

## Mariages et descendance

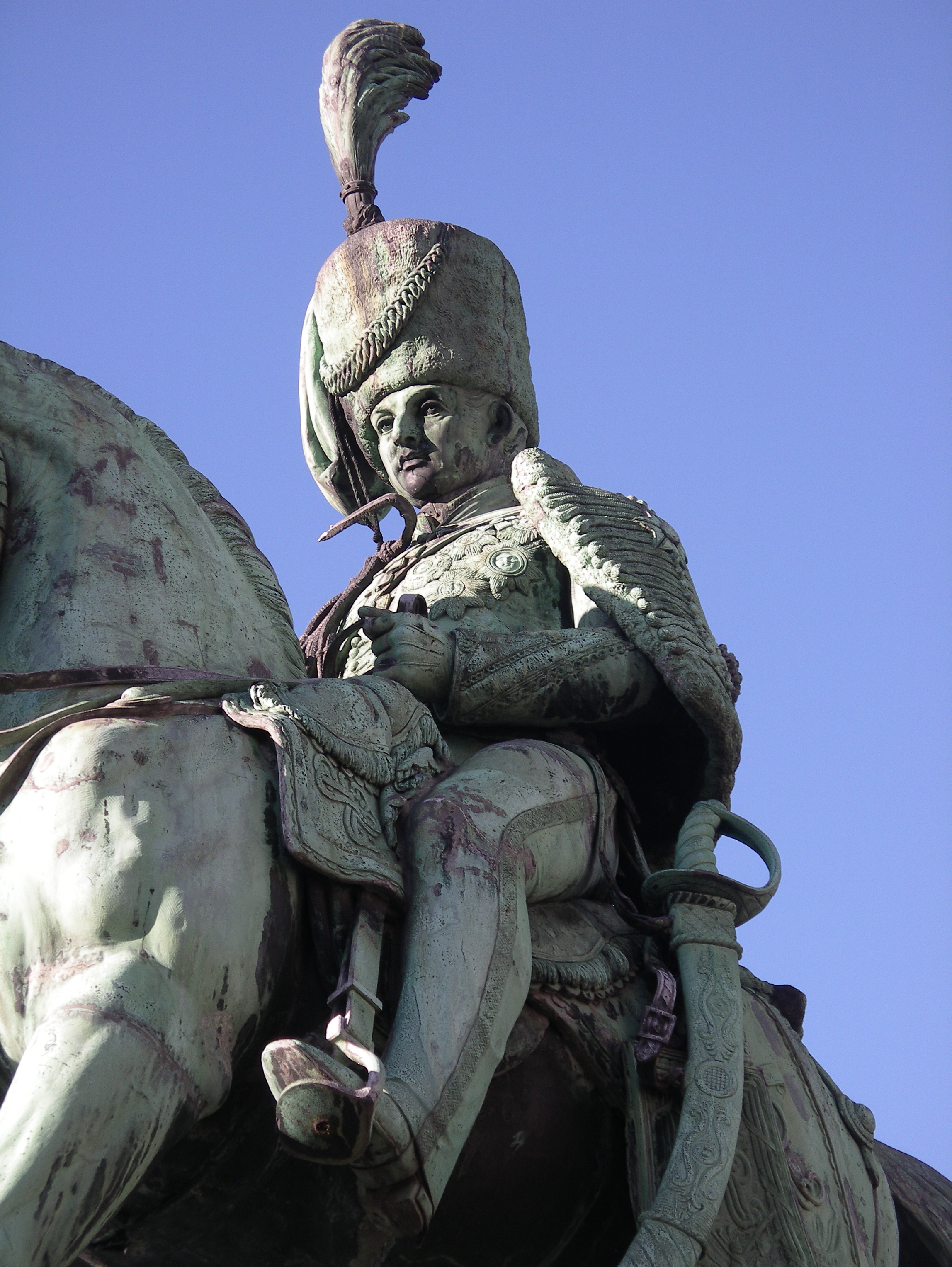
Statue à Durham, par Raffaelle Monti.

D'un premier mariage avec Lady Catherine Bligh, il a un fils, Frederick Stewart (4e marquis de Londonderry) (1805-1872), qui devient membre du parlement du Royaume-Uni. Sa femme meurt quelques années plus tard, le 11 février 1812.
En 1819, il épouse en secondes noces Lady Frances Anne Vane-Tempest, fille et héritière de sir Henry Vane-Tempest, 2e baronnet.
À la mort de son demi-frère Robert en 1822, Charles lui succède en tant que 3e marquis de Londonderry. L'année suivante, il est créé comte Vane et vicomte Seaham (de Seaham étant une localité dans le comté palatin de Durham), héritant des droits de sa seconde épouse. Lord Londonderry prend alors le surnom de Vane, par licence royale.
Il utilise les immenses richesses de sa nouvelle épouse pour acquérir le domaine de Seaham Hall dans le comté de Durham, en vue d'y développer les gisements de charbon. Il construit également le port de Seaham, afin de rivaliser avec celui de Sunderland situé à proximité. La famille utilise sa nouvelle richesse pour redécorer le domaine familial de Mount Stewart dans le Comté de Down en Irlande-du-Nord, et achète Holderness House, propriété à Londres sur Park Lane, qu'ils rebaptisent Londonderry House.
De ce deuxième mariage, il a plusieurs enfants :
- George Vane-Tempest (5e marquis de Londonderry) (1821-1884)
- Lady Frances Anne Emily Vane (1822-1899), mariée à John Spencer-Churchil, 7e duc de Marlborough, et grand-mère paternelle de Winston Churchill
- Lady Alexandrina Maria Octavia Vane (1823-1874), filleule d'Alexandre Ier de Russie ; elle épouse Henri-Dawson Damer, 3e comte de Portarlington
- Lord William Adolphe-Frédéric Charles Vane-Tempest (1825-1864), homme politique, devenu fou, qui dut être interné
- Lady Adelaide Emelina Caroline Vane (1830-1882); elle fait scandale en s'enfuyant avec le tuteur de son frère, le révérend Frederick Henry Law
- Lord Ernest McDonnell Vane-Tempest (1836-1885), « shangaïé » (enrôlé de force) dans la Royal Navy.

Gouverneur du comté de Londonderry en 1823, il est nommé Lord Lieutenant de Durham en 1842 et l'année suivante devient colonel du 2e régiment des Life Guards. Il est fait chevalier de la Jarretière en 1853.

## Décès
Il meurt en 1854, à Londonderry House à Londres. La Tour Scrabo à Newtownards dans le comté de Down a été érigée à sa mémoire.
Frederick Stewart, le fils unique de son premier mariage, lui succède en tant que quatrième marquis de Londonderry, tandis que George Vane-Tempest, premier fils de son second mariage, lui succède en tant que deuxième comte Vane (et deviendra cinquième marquis de Londonderry à la mort sans héritier de Frederick en 1872).

## Source
- (en) Cet article est partiellement ou en totalité issu de l’article de Wikipédia en anglais intitulé « Charles Vane, 3rd Marquess of Londonderry » (voir la liste des auteurs).
- Notices d'autorité :   - VIAF
  - ISNI
  - BnF (données)
  - LCCN
  - GND
  - Espagne
  - Belgique
  - Pays-Bas
  - Pologne
  - Israël
  - NUKAT
  - Catalogne
  - Vatican
  - Australie
  - Norvège
  - Portugal
  - WorldCat
- Ressources relatives aux beaux-arts :   - British Museum
  - National Portrait Gallery
  - Union List of Artist Names
- Ressource relative à la vie publique :   - Hansard 1803–2005
- Notices dans des dictionnaires ou encyclopédies généralistes :   - Deutsche Biographie
  - Dictionary of Irish Biography
  - Dictionary of Ulster Biography
  - Enciclopedia italiana
  - Oxford Dictionary of National Biography